# 特洛伊 (北卡羅萊納州)
特洛伊（英語：Troy）是一個位於美國北卡羅萊納州蒙哥馬利縣的城鎮。同時該地也是蒙哥馬利縣的縣治。

## 人口
根據2020年美國人口普查的數據，特洛伊的面積為9.59平方千米，當中陸地面積為9.48平方千米，而水域面積為0.01平方千米。當地共有人口2850人，而人口密度為每平方千米297人。